# 상화로
상화로(相和路, Sanghwa-ro)는 대구광역시 달서구 유천동 유천네거리와 달서구 상인동 상인IC를 잇는 대구광역시의 도로이다. 도로 이름은 일제강점기에 활동한 대구 출신의 시인이자 독립운동가인 이상화를 기리기 위하여 명명되었다.
현재 이 일대에 지하도로 신설을 추진하고 있다.

## 주요 경유지
대구광역시
- 달서구 (유천동 - 진천동 - 상인동)

## 노선
| 이름              | 접속 노선                          | 소재지          | 소재지          | 비고            |
| 달서대로와 직결   | 달서대로와 직결                    | 달서대로와 직결 | 달서대로와 직결 | 달서대로와 직결 |
| ----------------- | ---------------------------------- | --------------- | --------------- | --------------- |
| 유천네거리        | 국도 제5호선 (월배로)              | 대구광역시      | 달서구          |                 |
| (이름없음)        | 화암로                             | 대구광역시      | 달서구          |                 |
| 진천남네거리      | 대구광역시도 제21호선 (진천로)     | 대구광역시      | 달서구          |                 |
| 상화네거리        | 도원로 상원로                      | 대구광역시      | 달서구          |                 |
| 월곡네거리        | 대구광역시도 제35호선 (월곡로)     | 대구광역시      | 달서구          |                 |
| 상인교            |                                    | 대구광역시      | 달서구          |                 |
| 상인IC            | 대구광역시도 제10호선 (앞산순환로) | 대구광역시      | 달서구          |                 |
| 앞산터널로와 직결 |                                    |                 |                 |                 |

## 주요 건물 및 시설
- 대구대진초등학교(대구광역시 달서구상화로 70)
- SK에너지 수목원주유소 (대구광역시 달서구상화로 99)
- 삼성전자서비스 대곡센터 (대구광역시 달서구상화로 117)
- 현대자동차 블루핸즈 (대구광역시 달서구상화로 167)
- 한국토지주택공사 대구경북지역본부 (대구광역시 달서구상화로 272)
- GS25 상인에이스점 (대구광역시 달서구 상화로 287)
- GS칼텍스 대곡주유소 (대구광역시 달서구 상화로 302)
- 현대자동차 상인대리점 (대구광역시 달서구 상화로 312)
- 스타벅스 대구도원DT점 (대구광역시 달서구 상화로 314)